# Centro Sportivo Paraibano
Centro Sportivo Paraibano is een Braziliaans voetbalclub uit João Pessoa in de staat Paraíba, meestal afgekort tot CSP.

## Geschiedenis
De club werd opgericht in 1996 en werd in 2003 een profclub. In 2010 promoveerde de club naar de hoogste klasse van het Campeonato Paraibano. In het eerste seizoen bij de elite werd de club tweede in de reguliere competitie, maar werd in de eindronde om de titel meteen gewipt door Campinense. Na twee matige jaren plaatste de club zich in 2014 opnieuw voor de halve finale en werd nu door Botafogo uitgeschakeld. Twee jaar later was Campinense opnieuw de boosdoener. In 2019 eindigde de club op een degradatieplaats, maar werd in extremis gered door het feit dat Esporte de Patos drie strafpunten kreeg voor het opstellen van een niet-speelgerechtigde speler.